# Luis Carrera

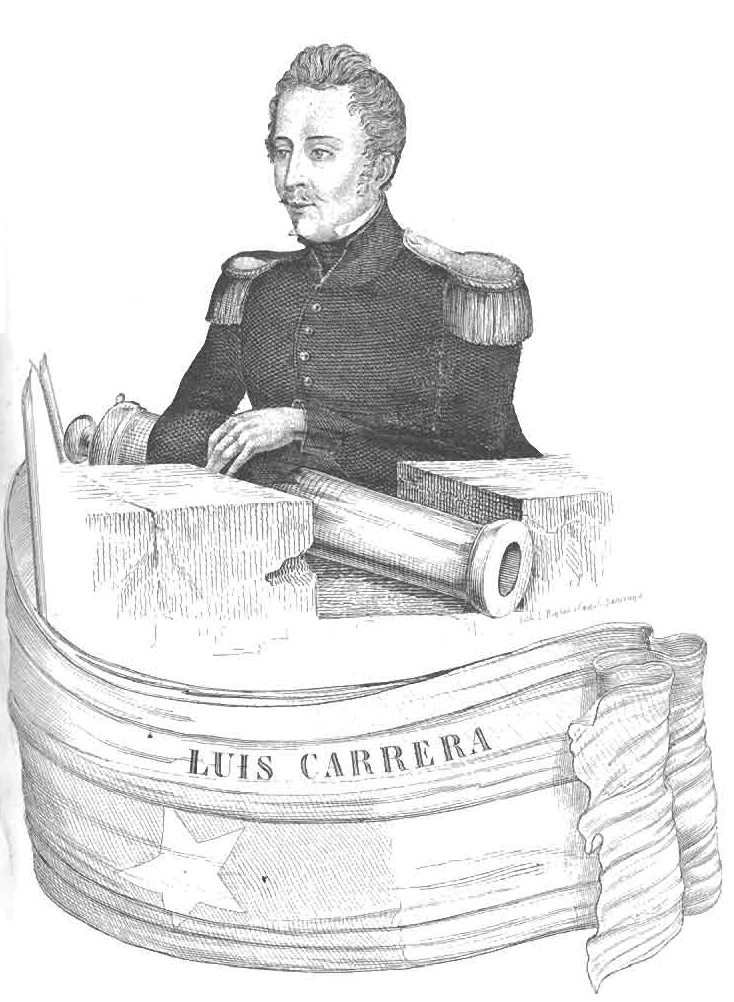
Luis Carrera

Luis Florentino Juan Manuel Silvestre de los Dolores de la Carrera y Verdugo (* 1791 in Santiago de Chile; † (hingerichtet) 8. April 1818 in Mendoza, Argentinien) war ein chilenischer Militär und Unabhängigkeitskämpfer. Der jüngste der Carrera-Brüder nahm aktiv am Unabhängigkeitskrieg seines Landes teil.

## Leben
Luis Carrera wurde als Sohn von Ignacio de la Carrera und Francisca de Paula Verdugo Fernández de Valdivieso y Herrera geboren. Seine Ausbildung erhielt er am renommierten Convictorio Carolino von Santiago.
Während der Regierungszeit seines älteren Bruders José Miguel erreichte er den Dienstgrad eines Obersten der Artillerie; in diesem Rang kämpfte er ab 1813 in verschiedenen Kämpfen gegen die königstreuen Truppen in Chile. Unter seinen Brüdern zeichnete er sich durch das größte militärische Geschick aus.
Die Königstreuen nahmen ihn gemeinsam mit José Miguel gefangen und brachten ihn nach Chillán. Beide wurden ausdrücklich von dem Gefangenenaustausch ausgeschlossen, den die Unabhängigkeitskämpfer im Vertrag von Lircay aushandelten. Die Königstreuen ermöglichten ihnen die Flucht, in der Hoffnung so Zwist unter den Unabhängigkeitskämpfern zu säen.
Dies gelang ihnen. Während der internen Kämpfe der Gruppierungen innerhalb der Unabhängigkeitsbewegung besiegte Luis Carrera 1814 in der Schlacht von Las Tres Acequias die Truppen von Bernardo O’Higgins.
In der Schlacht von Rancagua befehligte Luis Carrera die Dritte Division der Unabhängigkeitsarmee. Sein Einsatz während dieses Kommandos wurde zum Gegenstand von polemischen Differenzen: O’Higgins warf ihm vor, zu zaghaft vorgegangen zu sein, während die Carrera-Anhänger das bestritten und die Niederlage O’Higgins zuschrieben, der sich in eine taktisch hoffnungslose Lage habe bringen lassen.
Nach der vernichtenden Niederlage ging Luis Carrera mit vielen anderen Anhängern der Unabhängigkeitsbewegung ins Exil nach Mendoza im heutigen Argentinien. Dort geriet er in den Sog des Machtkampfes seines Bruders mit dem örtlichen Gouverneur, José de San Martín. Mit seinen Brüdern wurde er verhaftet und in die abgelegene Siedlung San Luis verbracht.
Für die missliche Lage der Familie machte er den Brigadier Juan Mackenna, einen Vertrauten von O’Higgins, verantwortlich, dem er zuvor in Mendoza begegnet war. Luis sah im Einfluss Mackennas den eigentlichen Grund für die Feindschaft von San Martín. Als er nach Buenos Aires kam, sandte er Mackenna eine Nachricht, in der er ihn bezichtigte, seine Ehre und die seiner Familie mit falschen Beschuldigungen beleidigt zu haben. Er forderte Satisfaktion. Am 21. November 1814 kam es zum Duell, bei dem er Mackenna tötete. Luis Carrera wurde verhaftet und verurteilt, später aber wieder freigelassen.
Nach der Niederlage der königstreuen Kräfte bei der Schlacht von Chacabuco im Februar 1817 plante Luis mit seiner Schwester Javiera und seinem Bruder Juan José heimlich nach Chile zurückzukehren – mit dem Ziel, die monarchistischen Gefangenen zu befreien und dann mit einem Putsch die Herrschaft in Mendoza zu übernehmen. So sollte ein Heer zusammenkommen, das groß genug wäre, um die Regierungsmacht in Chile wiederzuerobern.
Am 20. August 1817 wurde Luis mit seinen Brüdern in Mendoza verhaftet. Am 8. April 1818 wurde er mit seinem Bruder Juan José auf der Plaza de Armas von Mendoza erschossen. Drei Stunden zuvor hatte sich die Nachricht vom Sieg der Unabhängigkeitsarmee unter San Martín und O’Higgins in der Schlacht von Maipú in der Stadt herumgesprochen.